# 滝川ダム
滝川ダム（たきかわダム）は、福島県双葉郡富岡町上手岡にある、二級河川富岡川水系富岡川に建設されたダムである。

## 概要
富岡町東部にそびえる阿武隈高地山中の滝川渓谷に建設された重力式コンクリートダムである。クレスト部には10門の自由越流式洪水吐が並んでいる。
富岡町内の農用地では恒常的に農業用水が不足していたため、町からの申請を受け1983年より福島県により事業調査が開始され、1987年に農林水産省より県営灌漑排水事業の採択がなされた。1989年より周辺の道路工事が、2002年よりダム本体工事が開始され、2010年に竣工し、試験湛水が行われた。2011年2月10日に竣工式が行われ、功労者を称える記念碑が除幕された。同年4月より供用が開始される予定であったが、3月11日に発生した東日本大震災による東京電力福島第一原発事故により町内全域の立ち入りが制限され、住民の大半が避難し、以後多くの農地が放棄されることとなったために、今なお正式な運用には至っていない。

## その他
- ダム建設により水没する福島県道36号小野富岡線は大規模な路線付替が行われ、瀧海大橋を始めとする大規模な構造物が設けられた。